# Чекановые трясогузки
Чека́новые трясогу́зки (лат. Epthianura) — род воробьиных птиц из семейства медососовых (Meliphagidae). Распространены в Австралии и Тасмании.

## Описание
Небольшие птицы, внешне похожи на трясогузок и, как и трясогузки, приспособленные к наземным местообитаниям. Клюв короткий и тонкий, более округлый, чем у других представителей семейства. Как и у прочих медососов, кончик языка расщеплён в виде кисточки. Окраска самцов и самок одного вида отличается. Самцы яркие или контрастно окрашенные (у белолобых чекановых трясогузок), самки менее заметны, не имеют в оперении ярких цветов и/или контрастных границ. Самцы жёлтой и красногрудой чекановых трясогузок в сезон размножения окрашены ярче, чем в другое время. 

## Поведение
Птицы живут преимущественно на земле, не поднимаясь выше крон кустарников. Питаются насекомыми, хотя кисточка на конце языка, возможно, позволяет им доставать нектар. Держатся поодиночке или парами, в негнездовой период могут собираться в небольшие стайки. Человека не очень опасаются, хотя во время гнездования ведут себя осторожно.

## Распространение и места обитания
Чекановые трясогузки обитают в Австралии. Ареал рода охватывает почти всю материковую Австралию, на острове Тасмания встречается только Epthianura albifrons. Заселяют широкий круг местообитаний, как засушливых континентальных, так и прибрежных и околоводных, а также сельхозугодья. 
О миграционных перемещениях чекановых трясогузок известно немного. Некоторые виды совершают кочевые перемещения в пределах своего ареала, другие мигрируют на большие расстояния, но масштаб и направления этих перемещений не изучены. Понятно только, что миграции зависят не столько от смен времен года, сколько от выпадающих осадков, поэтому один и тот же вид может почти отсутствовать в одной местности и быть многочисленным в другой. 

## Классификация
Международный союз орнитологов относит к роду 4 вида:
- Epthianura albifrons (Jardine & Selby, 1828) — Белая чекановая трясогузка
- Epthianura aurifrons Gould, 1838 — Золотистая чекановая трясогузка
- Epthianura crocea Castelnau & E. P. Ramsay, 1877 — Жёлтая чекановая трясогузка
- Epthianura tricolor Gould, 1841 — Красногрудая чекановая трясогузка